# 流山溫泉車站
42°0′12.51″N 140°42′59.38″E / 42.0034750°N 140.7164944°E
流山溫泉車站（日语：／ Nagareyama-onsen eki */?）是一由北海道旅客鐵道（JR北海道）所經營的鐵路車站，位於日本北海道龜田郡七飯町，是JR北海道函館本線（砂原支線）沿線的一個無人車站，屬於函館支社的管轄範圍，並由大沼車站負責管理。
因使用人數持續不足，2022年3月12日起隨時間表改正而遭廢站。

## 簡介
流山溫泉車站是在2002年時，配合JR北海道的關係企業——流山溫泉的開幕，而新設立的車站。
採用簡易車站模式，只設有一座側式月台、一條乘車線，沒有候車室也沒有站房，曾在月台旁平行放置了一列 (3節車箱) 退役的新幹線200系電聯車作為展示，該電聯車已於2013年6月拆解移除，現場現留下200系列車車頭連結器蓋板及車軸作靜態展示。
可惜的是，開業以來流山溫泉的經營狀況都不理想，2015年2月28日，流山溫泉最終停止營運，令到使用人數更是一厥不振，部份普通列車班次甚至會通過不停靠，最終被廢站。廢站前，下行的5班車只有3班停靠；上行的7班車亦只有4班停靠。

## 相鄰車站
北海道旅客鐵道（JR北海道）
■函館本線（砂原支線）
池田園（N71）－流山溫泉（N70）－銚子口（N69）